# Patera de Tey
Tey Patera
Pour les articles homonymes, voir Tey.
La patera de Tey (désignation internationale : Tey Patera) est une patera située sur Vénus dans le quadrangle de Carson. Elle a été nommée en référence à la romancière britannique Josephine Tey (1897–1952).